# Lijst van voetbalinterlands Letland - Nederland
Deze lijst van voetbalinterlands is een overzicht van alle officiële voetbalwedstrijden tussen de nationale teams van Letland en Nederland. De landen hebben tot op heden vijf keer tegen elkaar gespeeld. De eerste ontmoeting was op 23 juni 2004 in Braga (Portugal) tijdens het Europees kampioenschap voetbal 2004 in Portugal. Het laatste duel, een kwalificatiewedstrijd voor het Wereldkampioenschap voetbal 2022, vond plaats in Riga op 8 oktober 2021.

## Wedstrijden
| № | № Int NED | Plaats    | Datum            | Competitie           | Wedstrijd           | Uitslag |
| - | --------- | --------- | ---------------- | -------------------- | ------------------- | ------- |
| 1 | 616       | Braga     | 23 juni 2004     | EK 2004              | Nederland − Letland | 3 – 0   |
| 2 | 757       | Amsterdam | 16 november 2014 | EK 2016 kwalificatie | Nederland − Letland | 6 – 0   |
| 3 | 761       | Riga      | 12 juni 2015     | EK 2016 kwalificatie | Letland − Nederland | 0 – 2   |
| 4 | 818       | Amsterdam | 27 maart 2021    | WK 2022 kwalificatie | Nederland − Letland | 2 − 0   |
| 5 | 829       | Riga      | 8 oktober 2021   | WK 2022 kwalificatie | Letland − Nederland | 0 − 1   |

## Samenvatting
| Competitie      | Totaal gespeeld | Winst Letland | Gelijk | Winst Nederland | Doelsaldo Letland – Nederland |
| --------------- | --------------- | ------------- | ------ | --------------- | ----------------------------- |
| WK-kwalificatie | 2               | 0             | 0      | 2               | 0 − 3                         |
| EK-eindronde    | 1               | 0             | 0      | 1               | 0 − 3                         |
| EK-kwalificatie | 2               | 0             | 0      | 2               | 0 − 8                         |
| Totaal          | 5               | 0             | 0      | 5               | 0 − 14                        |

Wedstrijden bepaald door strafschoppen worden, in lijn met de FIFA, als een gelijkspel gerekend.

## Details

### Tweede ontmoeting
| EK 2016 kwalificatie (scheidsrechter Liran Liany, Amsterdam, Nederland, 16 november 2014):                                                                                                 |              | |
| Nederland | 6 – 0        | Letland |
| Robin van Persie 6' Arjen Robben 35' Klaas-Jan Huntelaar 42' Jeffrey Bruma 78' Arjen Robben 82' Klaas-Jan Huntelaar 89'                                                                    | goals        | |
| Guus Hiddink | bondscoach   | Marian Pahars |
| Jasper Cillessen Gregory van der Wiel Stefan de Vrij Jeffrey Bruma Jetro Willems Wesley Sneijder Arjen Robben Ibrahim Afellay 69' Daley Blind 20' Robin van Persie 79' Klaas-Jan Huntelaar | opstellingen | Aleksandrs Koļinko Kaspars Gorkšs Vladislavs Gabovs Antons Kurakins Kaspars Dubra Aleksandrs Fertovs 55' Artūrs Zjuzins 46' Jānis Ikaunieks Aleksejs Višņakovs 70' Eduards Višņakovs Valerijs Šabala |
| Jordy Clasie 20' Memphis Depay 69' Georginio Wijnaldum 79' | wissels      | 46' Oļegs Laizāns 55' Aleksandrs Cauņa 70' Artjoms Rudņevs |
| Stefan de Vrij 71' | gele kaarten | 24' Artūrs Zjuzins 26' Antons Kurakins 57' Oļegs Laizāns 90+1' Kaspars Dubra |

### Derde ontmoeting
| EK 2016 kwalificatie (scheidsrechter Svein Oddvar Moen, Riga, 12 juni 2015): |              | |
| Letland | 0 – 2        | Nederland |
| | goals        | 67' Georginio Wijnaldum 71' Luciano Narsingh |
| Marian Pahars | bondscoach   | Guus Hiddink |
| Andris Vaņins Vitālijs Maksimenko Vitālijs Jagodinskis Kaspars Gorkšs Artūrs Zjuzins Aleksejs Višņakovs 75' Igors Tarasovs Jānis Ikaunieks Gints Freimanis 37' Valērijs Šabala 62' Deniss Rakels | opstellingen | Jasper Cillessen 77' Jetro Willems Bruno Martins Indi Stefan de Vrij Gregory van der Wiel Wesley Sneijder Daley Blind 87' Memphis Depay 63' Robin van Persie Luciano Narsingh Klaas-Jan Huntelaar |
| Vladislavs Gabovs 37' Eduards Višņakovs 62' Artūrs Karašausks 75' | wissels      | 63' Georginio Wijnaldum 77' Daryl Janmaat 87' Jeremain Lens |
| Deniss Rakels 13' | gele kaarten | 65' Bruno Martins Indi |

LFF · A-internationals · Bondscoaches · Statistieken · Lets vrouwenelftal · Olympisch elftal · Letland U21 · Letland U20 · Letland U19 · Letland U18 · Letland U17 · Letland U16
1922 – 1929 ·
1930 – 1940 ·
1950 – 1989 · 
1990 – 1999 ·
2000 – 2009 ·
2010 – 2019 ·
2020 – 2029
EK 1996 · 
EK 2000 · 
EK 2004 · 
EK 2008 · 
EK 2012
WK 1994 · 
WK 1998 · 
WK 2002 · 
WK 2006 · 
WK 2010 · 
WK 2014
OS 1924
1922 · 
1923 · 
1924 · 
1925 · 
1926 · 
1927 · 
1928 · 
1929 · 
1930 · 
1931 · 
1932 · 
1933 · 
1934 · 
1935 · 
1936 · 
1937 · 
1938 · 
1939 · 
1940 · 
1941 · 
1942 · 
1943 · 1944 · 
1945 · 
1946 · 
1947 · 
1948 · 
1949 · 
1950 – 1990 · 
1991 · 
1992 · 
1993 · 
1994 · 
1995 · 
1996 · 
1997 · 
1998 · 
1999 · 
2000 · 
2001 · 
2002 · 
2003 · 
2004 · 
2005 · 
2006 · 
2007 · 
2008 · 
2009 · 
2010 · 
2011 · 
2012 · 
2013 · 
2014 · 
2015 · 
2016 · 
2017 ·
2018 ·
2019 ·
2020 ·
2021 ·
2022
Albanië ·
Andorra ·
Angola ·
Armenië ·
Azerbeidzjan ·
Bahrein ·
België ·
Bolivia ·
Bosnië en Herzegovina ·
Brazilië ·
Bulgarije ·
China ·
Cyprus ·
Denemarken ·
Duitsland ·
Engeland ·
Estland ·
Faeröer · 
Finland ·
Frankrijk ·
Georgië ·
Ghana ·
Gibraltar ·
Griekenland ·
Honduras ·
Hongarije ·
Ierland ·
IJsland ·
Israël ·
Japan ·
Kazachstan ·
Koeweit ·
Kosovo ·
Kroatië ·
Liechtenstein ·
Litouwen ·
Luxemburg ·
Malta ·
Moldavië ·
Montenegro ·
Nederland ·
Noord-Ierland ·
Noord-Korea ·
Noord-Macedonië ·
Noorwegen ·
Oekraïne ·
Oezbekistan · 
Oman ·
Oostenrijk ·
Polen ·
Portugal ·
Qatar ·
Roemenië · 
Rusland ·
San Marino ·
Saoedi-Arabië ·
Schotland ·
Slovenië ·
Slowakije ·
Spanje ·
Thailand ·
Tsjechië ·
Tunesië ·
Turkije ·
Verenigde Staten ·
Wales ·
Wit-Rusland ·
Zuid-Korea ·
Zweden ·
Zwitserland
KNVB ·
A-internationals ·
Bondscoaches (m) ·
Topscorers ·
Nederlands vrouwenelftal ·
Bondscoaches (v) ·
Nederland B ·
Olympisch elftal ·
Jong Oranje ·
Nederland –20 ·
Nederland –19 ·
Nederland –18 ·
Nederland –17 ·
Nederland –16 ·
Nederland –15 ·
Nederlands amateurelftal ·
Nederlands zaterdagelftal ·
Jong OranjeLeeuwinnen ·
Vrouwen –20 ·
Vrouwen –19 ·
Vrouwen –18 ·
Vrouwen –17 ·
Vrouwen –16 ·
Vrouwen –15 ·
Militair mannenelftal ·
Militair vrouwenelftal ·
Strandteam ·
Vrouwen Strandteam ·
Futsalteam ·
Vrouwen Futsalteam

EK-wedstrijden ·
WK-wedstrijden ·
Resultaten kwalificaties en eindronden ·
Nederland B-wedstrijden ·
Officieuze wedstrijden ·
EK-wedstrijden vrouwen ·
WK-wedstrijden vrouwen ·
Resultaten vrouwen kwalificaties en eindronden
1905 – 1919 ·
1920 – 1929 ·
1930 – 1939 ·
1940 – 1949 ·
1950 – 1959 ·
1960 – 1969 ·
1970 – 1979 ·
1980 – 1989 ·
1990 – 1999 ·
2000 – 2009 ·
2010 – 2019 ·
2020 – 2029
2015 ·
2016 ·
2017 ·
2018 ·
2019 ·
2020 ·
2021 · 
2022
EK's: 1976 · 
1980 · 
1988 · 
1992 · 
1996 · 
2000 · 
2004 · 
2008 · 
2012 · 
2020 · 
2024
WK's: 1934 · 
1938 · 
1974 · 
1978 · 
1990 · 
1994 · 
1998 · 
2006 · 
2010 · 
2014 · 
2022
OS: 1908 ·
1912 ·
1920 ·
1924 ·
1928 ·
1948 ·
1952 ·
2008
Albanië ·
Andorra ·
Argentinië ·
Armenië ·
Australië ·
België ·
Bosnië en Herzegovina ·
Brazilië ·
Bulgarije ·
Canada ·
Chili ·
China ·
Colombia ·
Costa Rica ·
Curaçao ·
Cyprus ·
DDR ·
Denemarken ·
Duitsland ·
Ecuador ·
Egypte ·
Engeland ·
Estland ·
Faeröer ·
Finland ·
Frankrijk ·
GOS · 
Georgië ·
Ghana ·
Gibraltar ·
Griekenland ·
Hongarije ·
Ierland ·
IJsland ·
Indonesië ·
Iran ·
Israël ·
Italië ·
Ivoorkust ·
Japan ·
Joegoslavië ·
Kameroen ·
Kazachstan ·
Kroatië ·
Letland ·
Liechtenstein ·
Luxemburg ·
Malta ·
Marokko ·
Mexico ·
Moldavië ·
Montenegro ·
Nederlandse Antillen ·
Nigeria ·
Noord-Ierland ·
Noord-Macedonië ·
Noorwegen ·
Oekraïne ·
Oostenrijk ·
Paraguay ·
Peru ·
Polen ·
Portugal ·
Qatar ·
Roemenië ·
Rusland ·
Saarland ·
San Marino ·
Saoedi-Arabië ·
Schotland ·
Senegal ·
Servië en Montenegro ·
Slovenië ·
Slowakije ·
Sovjet-Unie ·
Spanje ·
Suriname ·
Thailand ·
Tsjechië ·
Tsjecho-Slowakije ·
Tunesië ·
Turkije ·
Uruguay ·
Verenigd Koninkrijk ·
Verenigde Staten ·
Wales ·
Wit-Rusland ·
Zuid-Afrika ·
Zuid-Korea ·
Zweden ·
Zwitserland
Argentinië (1978) ·
Argentinië (2006) ·
Argentinië (2014) ·
Argentinië (2022) ·
Australië (2014) ·
Brazilië (2014) ·
Chili (2014) · 
Costa Rica (2014) ·
Denemarken (2010) ·
Denemarken (2012) ·
Duitsland (2012) · 
Ecuador (2022) · 
Frankrijk (2008) ·
Italië (2008) ·
Ivoorkust (2006) ·
Japan (2010) ·
Kameroen (2010) ·
Mexico (2014) · 
Noord-Macedonië (2021) · 
Oekraïne (2021) · 
Oostenrijk (2021) · 
Portugal (2006) ·
Portugal (2012) ·
Portugal (2019) ·
Qatar (2022) ·
Roemenië (2008) ·
Rusland (2008) ·
San Marino (2011) ·
Senegal (2022) ·
Servië en Montenegro (2006) ·
Sovjet-Unie (1988) ·
Spanje (2010) ·
Spanje (2014) ·
Tsjechië (2021) · 
Uruguay (2010) ·
Verenigde Staten (2022) · 
West-Duitsland (1974)